# Grande Fratello
Grande Fratello est une déclinaison italienne de l'émission télévisée Big Brother.

## Émission

### Présentation
Au cours des vingt années d'histoire de l'émission de téléréalité, quatre animatrices se sont relayées pour animer le programme : les deux premières éditions (2000 et 2001) étaient animées par Daria Bignardi ; du troisième au cinquième (2003-2004), la direction est passée à Barbara D'Urso ; dans les sixième à quatorzième éditions (2006-2015), l'hébergement a été confié à Alessia Marcuzzi ; dans les quinzième et seizième éditions (2018 et 2019), la direction revient à D'Urso ; dans la dix-septième édition (2023), la direction est passée à Alfonso Signorini,, fraîchement sorti d'héberger les quatre dernières éditions de la version VIP.

### Envoyé
Dans les huit premières éditions de l'émission de téléréalité, il y avait la figure du correspondant : un compagnon des candidats lors de leur entrée dans la maison et au moment de leur élimination du jeu. C'était Marco Liorni, qui aimait se définir comme le «Charon» de la situation. Liorni a ensuite animé les épisodes mensuels du programme (diffusés exclusivement lors de la première édition de 2000) et hebdomadaires au sein de Buona Domenica. Dans la huitième édition (2008), Liorni, qui avait entre-temps quitté l'émission de téléréalité, n'a fait qu'une apparition en finale. À partir de la neuvième édition (2009), cependant, à travers un mur LED, les opérations d'accueil des enfants lors du premier épisode et les opérations d'accueil lors de l'épisode final sont réalisées par le même présentateur. Dans la quatorzième édition (2015), pour la première fois en studio, il y avait aussi un espace social géré par Chiara Tortorella. Dans la dix-septième édition (2023-2024), le rôle de correspondant, dans le rôle de commentateur social, a été confié à Rebecca Staffelli,,.

### Opinionistes
À partir de la huitième édition (2008), la figure du commentateur a été introduite, appelée à commenter les événements survenus lors de l'épisode de grande écoute. Ce rôle a été occupé par Alfonso Signorini jusqu'à la douzième édition (2011-2012), tandis que dans la treizième (2014), sa place a été attribuée à divers commentateurs, parmi lesquels Manuela Arcuri et Cesare Cunaccia (du 3 mars au 24 mars 2014) et Vladimir Luxuria (31 mars au 26 mai). Dans la quatorzième édition (2015), le rôle de commentateur a été confié à Claudio Amendola et Cristiano Malgioglio, qui a également été reconfirmé dans la quinzième (2018), avec Simona Izzo, et dans la seizième édition (2019), avec Iva Zanicchi. Dans la dix-septième édition (2023), le rôle de commentateur a été confié uniquement à Cesara Buonamici,,.

### Règles
Les participants vivent enfermés 24 heures sur 24 dans une grande maison, espionnés par de nombreuses caméras qui les enregistrent partout où ils se trouvent dans la maison. Ils ne peuvent avoir aucun contact avec le monde extérieur (même si cette règle s'est progressivement assouplie après la première édition en 2000) : à cet égard, sont par exemple interdits les téléphones portables, les montres, les livres ou les téléviseurs.
Les participants à l'émission de téléréalité peuvent se confier à la personne qui coordonne et décide du déroulement du jeu dans une salle rouge insonorisée appelée confessionnal.
Au cours de la semaine, les participants doivent faire face à un test hebdomadaire : s'ils gagnent, ils recevront un budget plus élevé pour leurs achats hebdomadaires. Les tests vont des quiz de culture générale au cours de guerre en passant par des théâtres amusants, des karaokés et des ballets. Dans certaines éditions, le locataire jugé le meilleur au test pouvait passer une nuit dans la suite de la maison avec un autre concurrent de son choix, tandis que celui jugé le moins bon passait la nuit dans la masure, toujours en compagnie d'un autre concurrent choisi. concurrent.
Au cours de l'émission de téléréalité (à l'exception de la première édition en 2000), de nouveaux candidats peuvent entrer dans la maison. Le mécanisme d'élimination s'effectue par le biais de nominations, au cours desquelles chaque concurrent choisit un ou plusieurs membres qu'il souhaite éliminer. Les plus votés sont soumis au jugement du vote télévisé dans la semaine et reçoivent le résultat final lors de l'épisode suivant. Grâce à ce mécanisme, le nombre de locataires est progressivement réduit jusqu'à l'épisode final, dans lequel les concurrents restants se disputent le prix final.
Depuis la treizième édition (2014), lorsque le mot geler se fait entendre dans la maison, les locataires doivent geler.

### Audimat
Cette émission est considérée comme l'un des plus grands succès de Canale 5. Dans le tableau ci-dessous, vous trouverez les notes moyennes des éditions du programme: les données se réfèrent aux épisodes diffusés en prime time sur Canale 5.
| Saison | Années    | Téléspectateurs | Pourcentage |
| ------ | --------- | --------------- | ----------- |
| 1      | 2000      | 9.82.000        | 37.00%      |
| 2      | 2001      | 8.00.000        | 32.74%      |
| 3      | 2003      | 8.00.000        | 33.15%      |
| 4      | 2004      | 8.44.000        | 33.89%      |
| 5      | 2004      | 6.86.000        | 30.70%      |
| 6      | 2006      | 6.51.000        | 31.68%      |
| 7      | 2007      | 5.57.000        | 25.80%      |
| 8      | 2008      | 5.46.000        | 25.19%      |
| 9      | 2009      | 6.63.000        | 29.17%      |
| 10     | 2009-2010 | 6.16.000        | 27.83%      |
| 11     | 2010-2011 | 5.43.000        | 23.55%      |
| 12     | 2011-2012 | 3.85.000        | 17.40%      |
| 13     | 2014      | 4.12.000        | 19.15%      |
| 14     | 2015      | 3.52.000        | 18.74%      |
| 15     | 2018      | 3.88.000        | 23.25%      |
| 16     | 2019      | 3.25.000        | 19.94%      |
| 17     | 2023-2024 |                 |             |

## Déroulement des saisons
| Saison | Date de lancement | Date de la finale | Nombre de jours | Nombre de candidats | Vainqueur          | Présentation      | Envoyé       | Envoyé            | Chroniqueurs         | Chroniqueurs      | Direction        | Direction        | Étude                         | Prix         | Audience moyenne | Audience moyenne   |
| Saison | Date de lancement | Date de la finale | Nombre de jours | Nombre de candidats | Vainqueur          | Présentation      | Externe      | Social            | Chroniqueurs         | Chroniqueurs      | Maison           | Étude            | Étude                         | Prix         | En millions      | Part d'audimat (%) |
| ------ | ----------------- | ----------------- | --------------- | ------------------- | ------------------ | ----------------- | ------------ | ----------------- | -------------------- | ----------------- | ---------------- | ---------------- | ----------------------------- | ------------ | ---------------- | ------------------ |
| 1      | 14 septembre 2000 | 21 décembre 2000  | 99              | 10                  | Cristina Plevani   | Daria Bignardi    | Marco Liorni | pas présent       | pas présent          | pas présent       | Alessio Pollacci | Fosco Gasperi    | Théâtre 1 de Cinecittà, Rome  | ₤250,000,000 | 9.82.000         | 37.00%             |
| 2      | 20 septembre 2001 | 20 décembre 2001  | 92              | 16                  | Flavio Montrucchio | Daria Bignardi    | Marco Liorni | pas présent       | pas présent          | pas présent       | Alessio Pollacci | Fosco Gasperi    | Théâtre 1 de Cinecittà, Rome  | ₤250,000,000 | 8.00.000         | 32.74%             |
| 3      | 30 janvier 2003   | 8 mai 2003        | 99              | 16                  | Floriana Secondi   | Barbara D'Urso    | Marco Liorni | pas présent       | pas présent          | pas présent       | Alessio Pollacci | Fabio Calvi      | Théâtre 5 de Cinecittà, Rome  | €241,000     | 8.00.000         | 33.15%             |
| 4      | 22 janvier 2004   | 6 mai 2004        | 106             | 15                  | Serena Garitta     | Barbara D'Urso    | Marco Liorni | pas présent       | pas présent          | pas présent       | Alessio Pollacci | Fabio Calvi      | Théâtre 5 de Cinecittà, Rome  | €300,000     | 8.44.000         | 33.89%             |
| 5      | 23 septembre 2004 | 2 décembre 2004   | 71              | 17                  | Jonathan Kashanian | Barbara D'Urso    | Marco Liorni | pas présent       | pas présent          | pas présent       | Alessio Pollacci | Fabio Calvi      | Théâtre 5 de Cinecittà, Rome  | €250,000     | 6.86.000         | 30.70%             |
| 6      | 19 janvier 2006   | 27 avril 2006     | 99              | 18                  | Augusto De Megni   | Alessia Marcuzzi  | Marco Liorni | pas présent       | pas présent          | pas présent       | Alessio Pollacci | Fabio Calvi      | Palastudio de Cinecittà, Rome | €900,000     | 6.51.000         | 31.68%             |
| 7      | 18 janvier 2007   | 19 avril 2007     | 92              | 19                  | Milo Coretti       | Alessia Marcuzzi  | Marco Liorni | pas présent       | pas présent          | pas présent       | Alessio Pollacci | Fabio Calvi      | Palastudio de Cinecittà, Rome | €500,000     | 5.57.000         | 25.80%             |
| 8      | 21 janvier 2008   | 21 avril 2008     | 92              | 21                  | Mario Ferretti     | Alessia Marcuzzi  | Marco Liorni | pas présent       | Alfonso Signorini    | Alfonso Signorini | Alessio Pollacci | Fabio Calvi      | Palastudio de Cinecittà, Rome | €500,000     | 5.46.000         | 25.19%             |
| 9      | 12 janvier 2009   | 20 avril 2009     | 99              | 23                  | Ferdi Berisa       | Alessia Marcuzzi  | pas présent  | pas présent       | Alfonso Signorini    | Alfonso Signorini | Alessio Pollacci | Fabio Calvi      | Palastudio de Cinecittà, Rome | €300,000     | 6.63.000         | 29.17%             |
| 10     | 26 octobre 2009   | 8 mars 2010       | 134             | 26                  | Mauro Marin        | Alessia Marcuzzi  | pas présent  | pas présent       | Alfonso Signorini    | Alfonso Signorini | Alessio Pollacci | Sergio Colabona  | Palastudio de Cinecittà, Rome | €250,000     | 6.16.000         | 27.83%             |
| 11     | 18 octobre 2010   | 18 avril 2011     | 183             | 35                  | Andrea Cocco       | Alessia Marcuzzi  | pas présent  | pas présent       | Alfonso Signorini    | Alfonso Signorini | Alessio Pollacci | Sergio Colabona  | Palastudio de Cinecittà, Rome | €300,000     | 5.43.000         | 23.55%             |
| 12     | 24 octobre 2011   | 1er avril 2012    | 161             | 36                  | Sabrina Mbarek     | Alessia Marcuzzi  | pas présent  | pas présent       | Alfonso Signorini    | Alfonso Signorini | Alessio Pollacci | Sergio Colabona  | Palastudio de Cinecittà, Rome | €240,000     | 3.85.000         | 17.40%             |
| 13     | 3 mars 2014       | 26 mai 2014       | 85              | 17                  | Mirco Petrilli     | Alessia Marcuzzi  | pas présent  | pas présent       | Manuela Arcuri       | Cesare Cunaccia   | Alessio Pollacci | Sergio Colabona  | Palastudio de Cinecittà, Rome | €250,000     | 4.12.000         | 19.15%             |
| 13     | 3 mars 2014       | 26 mai 2014       | 85              | 17                  | Mirco Petrilli     | Alessia Marcuzzi  | pas présent  | pas présent       | Vladimir Luxuria     |                   | Alessio Pollacci | Sergio Colabona  | Palastudio de Cinecittà, Rome | €250,000     | 4.12.000         | 19.15%             |
| 14     | 24 septembre 2015 | 10 décembre 2015  | 78              | 19                  | Federica Lepanto   | Alessia Marcuzzi  | pas présent  | Chiara Tortorella | Cristiano Malgioglio | Claudio Amendola  | Alessio Pollacci | Sergio Colabona  | Palastudio de Cinecittà, Rome | €200,000     | 3.52.000         | 18.74%             |
| 15     | 17 avril 2018     | 4 juin 2018       | 49              | 17                  | Alberto Mezzetti   | Barbara D'Urso    | pas présent  | pas présent       | Cristiano Malgioglio | Simona Izzo       | Marco Fuortes    | Alessio Pollacci | Palastudio de Cinecittà, Rome | €100,000     | 3.88.000         | 23.25%             |
| 16     | 8 avril 2019      | 10 juin 2019      | 64              | 19                  | Martina Nasoni     | Barbara D'Urso    | pas présent  | pas présent       | Cristiano Malgioglio | Iva Zanicchi      | Marco Fuortes    | Alessio Pollacci | Palastudio de Cinecittà, Rome | €100,000     | 3.25.000         | 19.94%             |
| 17     | 11 septembre 2023 | présent           |                 | 21                  |                    | Alfonso Signorini | pas présent  | Rebecca Staffelli | Cesara Buonamici     | Cesara Buonamici  | Marco Fuortes    | Alessio Pollacci | Études Voxson, Rome           | €100,000     |                  |                    |